# Арта Терме
Арта Терме (итал. Arta Terme) је насеље у Италији у округу Удине, региону Фурланија-Јулијска крајина.
Према процени из 2011. у насељу је живело 1408 становника. Насеље се налази на надморској висини од 487 м.

## Становништво
Према резултатима пописа становништва 2011. у општини је живело 2.243 становника.
| 1931. | 1936. | 1951. | 1961. | 1971. | 1981. | 1991. | 2001. | 2011. |
| ----- | ----- | ----- | ----- | ----- | ----- | ----- | ----- | ----- |
| 3.132 | 2.745 | 3.208 | 2.919 | 2.398 | 2.344 | 2.236 | 2.234 | 2.243 |

## Партнерски градови
- Noale